# Earthlings
Earthlings (bra: Terráqueos) é um documentário estadunidense de 2005, escrito, produzido e dirigido por Shaun Monson e co-produzido por Persia White. A trilha sonora foi composta exclusivamente para o documentário pelo músico Moby. O documentário é narrado pelo ator e ativista dos direitos animais Joaquin Phoenix, que é membro da PETA, maior organização de defesa dos direitos animais do mundo. Monson, Moby e Phoenix são veganos.

## Sinopse
O filme mostra como funcionam as fazendas industriais e relata a dependência da humanidade sobre os animais para obter alimentação, vestuário e diversão, além do uso em experimentos científicos. Compara o especismo da espécie humana com outras relações de dominação, como o racismo e o sexismo. Faz estudo detalhado das lojas de animais, das fábricas de filhotes e dos abrigos para animais, assim como das fazendas industriais, do comércio de peles e de couro, das indústrias da diversão e esportes, e finalmente, do uso médico e científico. Utiliza-se de câmeras escondidas para detalhar as práticas diárias de algumas das maiores indústrias do mundo, todas visando o lucro com a exploração dos animais. (...)
O documentário tem o mérito de promover um deslocamento da centralidade do homem, colocando-o como igual a todos os animais, seja por sermos todos terráqueos, ou pelo reconhecimento das possibilidades de expressão e sensação dos animais, isto é, todos igualmente reagimos à dor, ao frio, à fome e expressamos isso.

## Produção
Em 1999, Shaun Monson começou a realizar filmagens em Los Angeles para uma série de anúncios de utilidade pública com o intuito de alertar a população para a castração de animais domésticos. Porém, o resultado o afetou profundamente e ele passou a se interessar por outras áreas correlatas, como alimentação e pesquisa científica. Foram necessários seis anos para obter filmagens com câmeras escondidas nas indústrias escolhidas.

## Repercussão
Pelo trabalho, Joaquin Phoenix recebeu o Prêmio Humanitário, no Festival de San Diego, em 2005.
Moby e Joaquin Phoenix estiveram juntos em setembro de 2015, na festa Hidden Heroes Gala, uma celebração realizada anualmente pela ONG Mercy For Animals. Na ocasião, os dois artistas premiaram ativistas que lutam pelos direitos dos animais.
No dia 21 de julho de 2020, a polícia da Ucrânia confirmou a prisão de Maksim Krivosh, que manteve ao menos 13 pessoas como reféns em um ônibus na cidade de Lutsk, no oeste do país. O sequestro durou mais de 12 horas e só terminou após o presidente da Ucrânia, Volodymyr Zelensky, aceitar uma exigência do criminoso, esta exigência seria para que o presidente fizesse uma publicação em seu twitter pedindo as pessoas para assistirem ao documentário Earthlings. Felizmente, segundo autoridades locais, ninguém se feriu.